# Kulturní revoluce

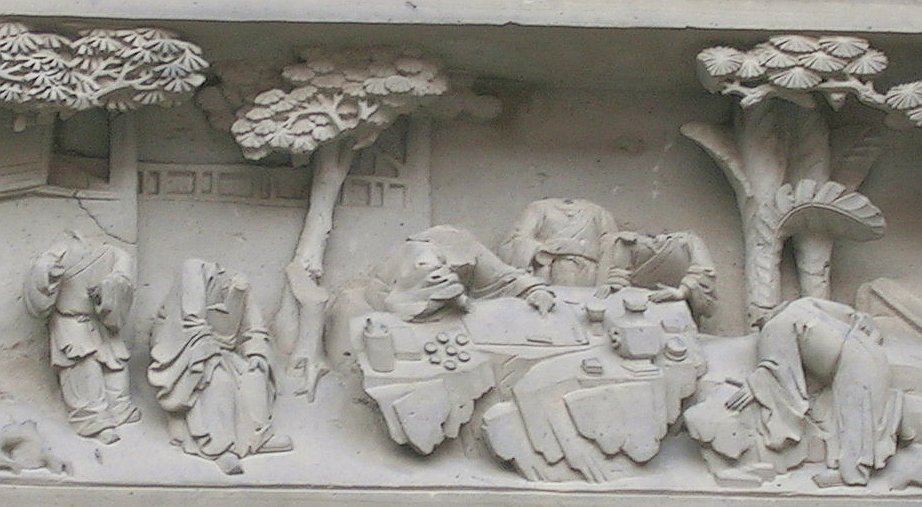
Reliéf z císařských zahrad ve městě Su-čou poškozený během kulturní revoluce

Čínská kulturní revoluce (zjednodušená čínština: 无产阶级文化大革命; tradiční čínština: 無產階級文化大革命; pinyin: Wúchǎnjiējí wénhuà dàgémìng; plným názvem Velká proletářská kulturní revoluce) byla politická kampaň oficiálně rozpoutaná v ČLR mezi lety 1966 a 1969 vůdcem KS Číny Mao Ce-tungem. Její vliv však trval až do Maovy smrti roku 1976.
Během kulturní revoluce mělo dojít k velkým změnám ve společnosti a k její modernizaci. Odhady o počtu obětí na životech se liší od statisíců popravených lidí po desítky milionů (při zahrnutí sebevražd, hladomoru a jiných příčin). Kulturní revoluce přivodila rozvrat ekonomiky a obrovské ztráty na kulturním dědictví. Kulturní revoluce je proto v současnosti považována za jedno z nejnešťastnějších období moderních čínských dějin. Značná část obětí kulturní revoluce byla v 80. letech rehabilitována.

## Příčiny
Oficiálním záměrem kulturní revoluce bylo „vymýcení kapitalismu“ uvnitř Komunistické strany Číny, které měl provést lid podle myšlenky „masové demokracie“. Skutečnou příčinou kampaně však byla postupná ztráta vlivu Mao Ce-tunga na chod státu a jeho postupné vytlačování do ústraní novou generací čínských komunistů. Zejména mladí intelektuálové vyvinuli používání nepřímých metod podobenství, narážek a historických příkladů k rozdmýchávání a udržování kritiky chyb Velkého skoku a Maovy taktiky mobilizace mas. Kritické hlasy se ozývaly hlavně z Pekingu, kde stál v čele městské stranické organizace Pcheng Čen. Mao, který si od doby vítězství čínské komunistické revoluce v roce 1949 vydobyl rozsáhlé pravomoci, se proto nyní rozhodl mobilizovat masy ke znovunabytí své neotřesitelné pozice v čele státu.

## Průběh

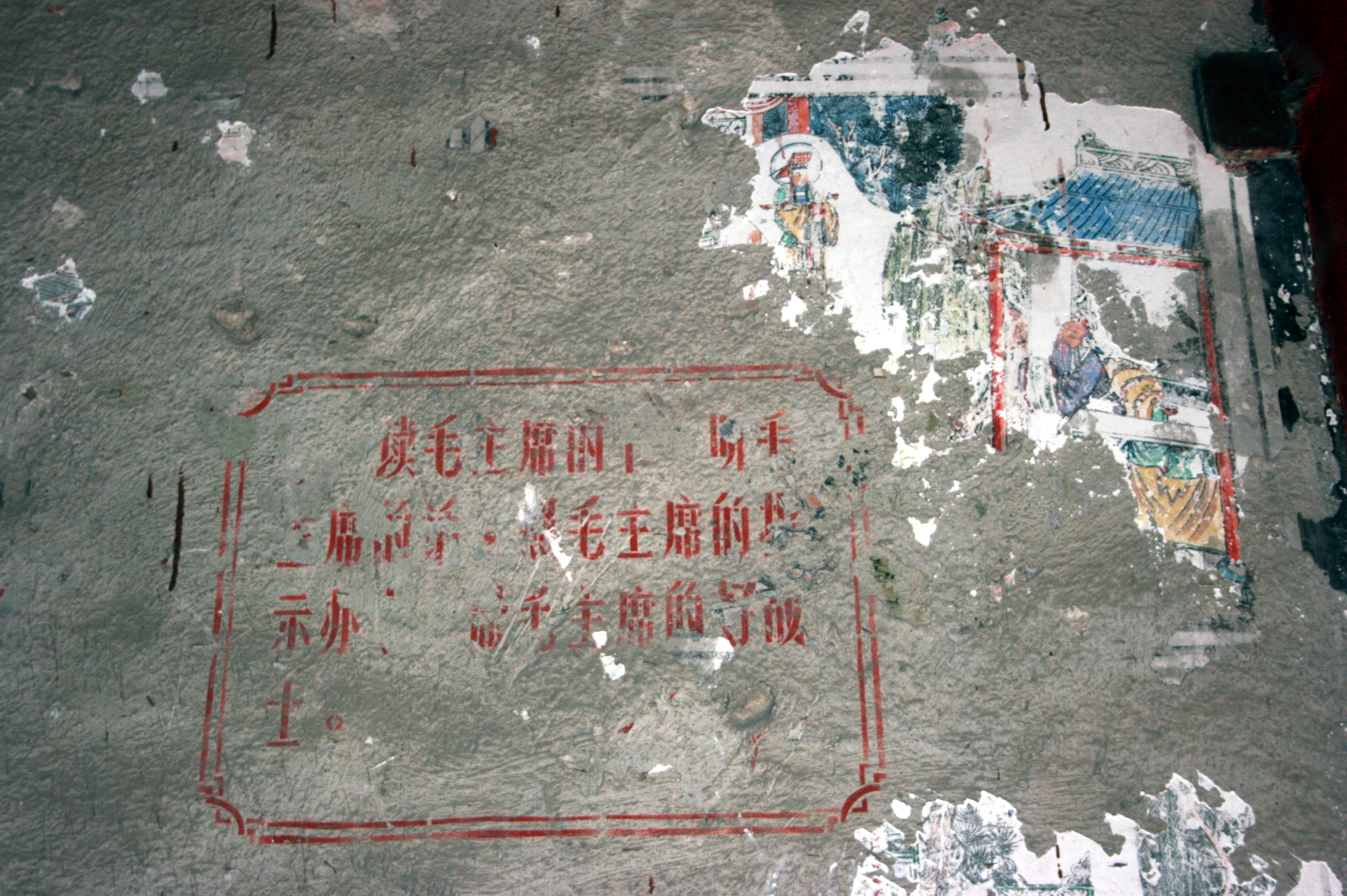
Zeď paláce Huayang ve městě Ťi-nan. Původní buddhistická freska, zničená během revoluce je stále k vidění vpravo nahoře, byla přetištěna červenou Lin Piaovou předmluvou k Rudé knížce: „Studujte Maovy spisy, následujte jeho učení, jednejte v duchu jeho zásad a buďte jeho stateční vojáci.“ Lin Piaovo jméno vpravo dole bylo později vyškrábáno.

Kampaň byla odstartována v srpnu roku 1966 na 11. plenárním shromáždění 8. ústředního výboru Komunistické strany Číny, kde Mao uveřejnil krátký komentář nazvaný Bombardujte hlavní stan, jenž ještě téhož dne vyšel v Lidovém deníku. Jejími aktéry se kromě Mao Ce-tunga stali armádní maršál Lin Piao a tzv. banda čtyř (případně „gang čtyř“) v čele s Maovou manželkou Ťiang Čching. Byla označena za „plnokrevnou revoluci ve jménu dělnické třídy“.[zdroj?]
Kampaň byla zaměřena proti čtyřem přežitkům – starému myšlení, kultuře, obyčejům a návykům; kromě toho proti tehdejším politickým špičkám – Liou Šao-čchiovi a Teng Siao-pchingovi a proti „buržoazii a revizionismu“ uvnitř strany. V praxi dále navíc proti všem typům autorit, zahraničním diplomatům, inteligenci a úspěšným občanům. Hnací silou této revoluce se stala mládež (na rozdíl od tradiční čínské revoluční síly – rolnictva), která vytvářela tzv. rudé gardy. Jejich cílem bylo bránit kult Mao Ce-tunga a likvidovat odpůrce revoluce.
Různé frakce rudých gardistů se předháněly v usvědčování a terorizování „nepřátel lidu“ a snažily se dokázat, že právě oni jsou ti nejpřesvědčenější maoisté. Jako důkaz viny postačovala např. znalost cizího jazyka, pobyt v zahraničí či cizojazyčná kniha. „Viník“ byl nucen na důkaz pokání nejprve chodit po kolenou za soustavného bití a poté byl uvězněn. Záminkou pro rudé gardy se mohlo stát dokonce i to, že osoba při sobě v danou chvíli neměla Rudou knížku.
Krutosti rudých gard dokládá například průběh výslechů, při nichž bylo přiznání vynucováno až 75 různými druhy mučení. Disidentům odsouzeným na smrt byla před veřejnou popravou přeťata průdušnice a nahrazena ocelovou trubičkou – aby mohli dýchat, ale nemohli vykřikovat protistátní hesla.
V závěru kulturní revoluce začaly dokonce jednotlivé frakce rudých gard bojovat mezi sebou o to, která lépe brání Maovu revoluci. Situaci uklidnila a pořádek obnovila až armáda; rudé gardy byly poslány na venkov – učit se od rolníků.
V období kulturní revoluce nedocházelo pouze ke společenským změnám, ale i k „reformě“ umění. Kromě oficiálního výtvarného umění, které znázorňovalo výjevy z Dlouhého pochodu a dalších komunistických úspěchů, byla ideologizována také tradiční pekingská opera. V její přeměně se za podpory Maa angažovala jeho žena, bývalá herečka, Ťiang Čching. Bylo napsáno celkem osm nových revolučních her. Místo obvyklých hrdinů v nich vystupovali členové komunistické strany a důstojníci Čínské lidové osvobozenecké armády.

## Kult Mao Ce-tunga
Mao byl oslavován jako bezmezný vladař a označován jako „velký kormidelník“ a „nejrudější z rudých sluncí v naších srdcích“. Každý den začínal rituálem „tance věrnosti“ – džiga s přiložením ruky k čelu a k srdci na znamení toho, že mysl i srdce překypují bezmeznou láskou k Maovi.[zdroj?]
K propagaci jeho kultu byla využívána tzv. Rudá knížka – publikace vydaná v dubnu 1964 Maovými přívrženci, obsahující soubor 427 Maových výroků z různých projevů a písemných publikací. V průběhu kulturní revoluce byla de facto jedinou oficiální literaturou; její výtisk měl vlastnit a studovat každý Číňan. I proto se odhaduje, že od jejího prvního vydání bylo vytištěno asi 900 miliónů publikací.

## Důsledky
Země se zmítala v chaosu. Odhady počtu lidských obětí kulturní revoluce kolísají mezi stovkami tisíc až několika miliony. Došlo rovněž k obrovským škodám na kulturním dědictví (byly páleny knihy, vypleněna muzea a ničeny historické budovy). Ekonomika země byla paralyzována a rozvrácena v důsledku bojů rudých gard. Stejně tak bylo zasaženo i školství, které za kulturní revoluce vyučovalo víceméně pouze Maovy myšlenky.
V květnu 1984, po 31 měsících intenzivního vyšetřování, ověřování a přehodnocování Ústředním výborem, jsou počty vztahující se k Velké kulturní revoluci tyto: 4,2 milionu lidí bylo zatčeno a vyšetřováno, 1,7 milionu lidí zemřelo nepřirozenou smrtí, 135 000 lidí bylo označeno za kontrarevolucionáře a popraveno, 237 000 lidí bylo zabito, 7,03 milionu lidí bylo zraněno nebo zmrzačeno při ozbrojených útocích a 71 200 rodin bylo rozbito. Statistiky sestavené ze zdrojů na úrovni krajů uvádějí, že v průběhu revoluce zemřelo 7,73 milionu lidí nepřirozenou smrtí.
Po smrti Mao Ce-tunga v září 1976 nastal boj o moc. Banda čtyř neuspěla a záhy byla obviněna z uvržení země do chaosu. Její členové byli odsouzeni k vysokým trestům. K moci se dostal Chua Kuo-feng. Mnoho členů strany perzekvovaných během kulturní revoluce bylo rehabilitováno, včetně Teng Siao-pchinga, který později zastával rozhodující úlohu při řízení Čínské lidové republiky. Nastala éra postupného otevírání se Západu.

Stanovisko Komunistické strany Číny k období kulturní revoluce zní: 
| „ | V tomto období došlo ke zneužití některých chyb Mao Ce-tunga z posledních jeho let Maovou manželkou Ťiang Čching a jeho blízkým spolupracovníkem Lin Piaoem. Bez vědomí Mao Ce-tunga tato ultralevičácká kontrarevoluční klika rozpoutala aktivity, které znamenaly pro zemi a její obyvatele největší ztráty od založení ČLR. Přes tyto hrubé chyby, které Mao Ce-tung udělal za „kulturní revoluce“, jeho celoživotní zásluhy o čínskou revoluci zdaleka převyšují jeho omyly. | “ |
| — | |   |